# Maria von Ungarn

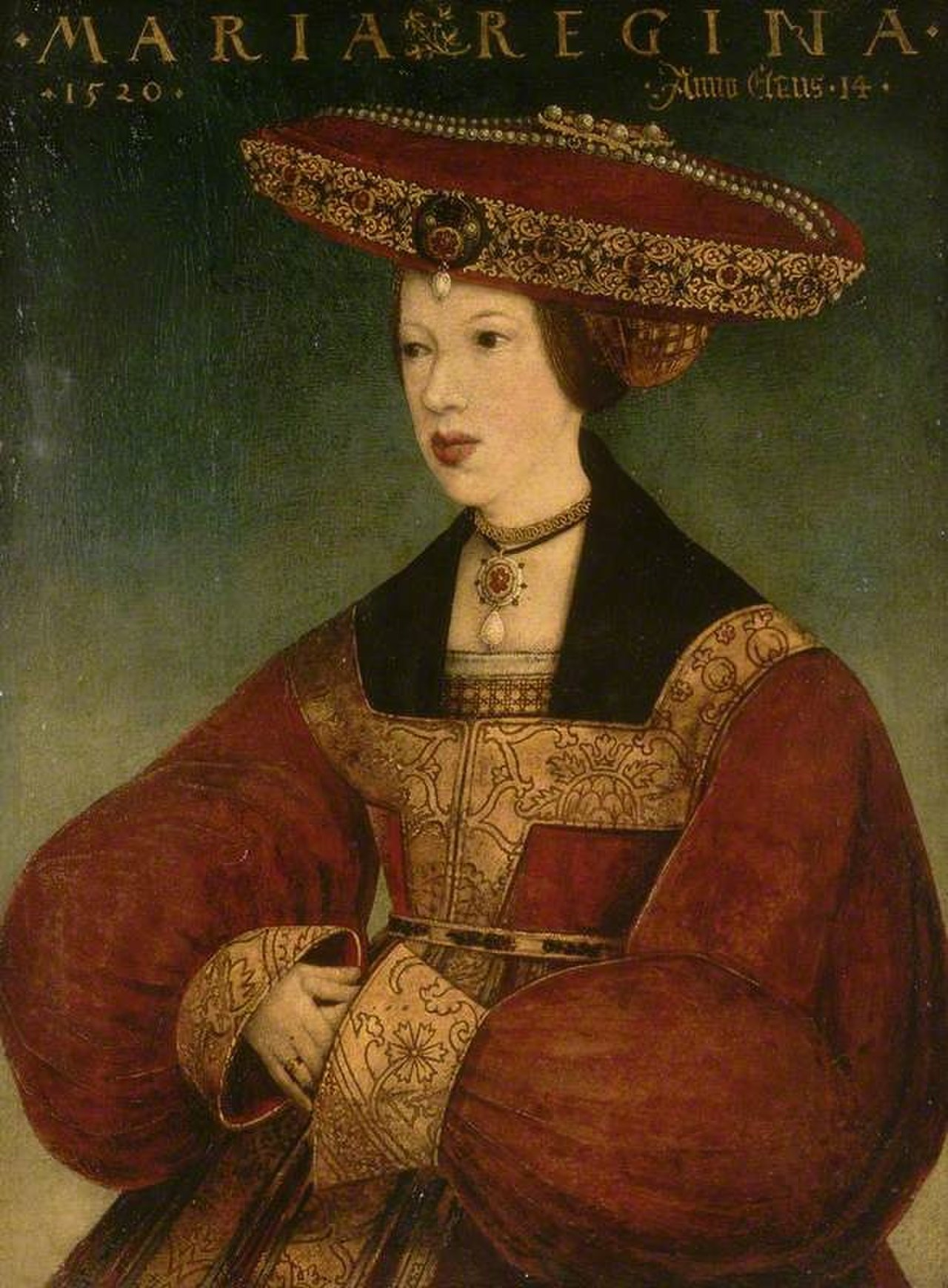
Maria als Königin von Ungarn; Porträtgemälde von Hans Maler zu Schwaz

Maria von Ungarn (* 17. September 1505 in Brüssel; † 17. Oktober 1558 in Cigales) war durch Geburt Prinzessin von Kastilien und Burgund sowie Erzherzogin von Österreich und wurde durch Heirat Königin von Böhmen und Ungarn. Nach dem Tod ihres Gatten wurde sie im Januar 1531 Statthalterin der Spanischen Niederlande, ihrer Heimat.
Dynastisch korrekt, aber nicht eindeutig wird sie auch Maria von Habsburg genannt, auf Grund formaler Titel auch Maria von Kastilien oder missverständlich als Maria von Österreich bezeichnet.

## Leben

### Herkunft und Jugend

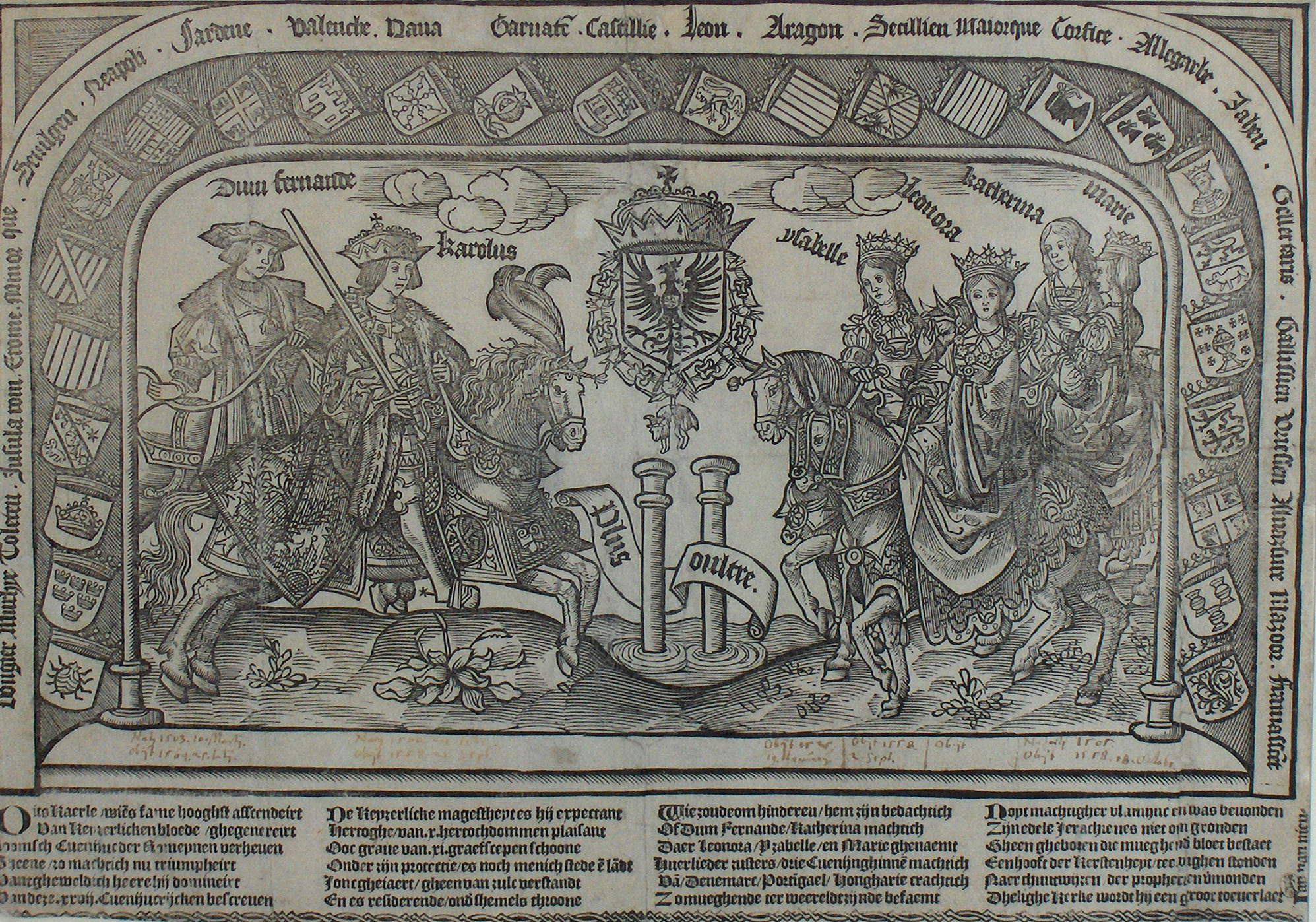
Die Kinder Philipps des Schönen und Johannas von Kastilien

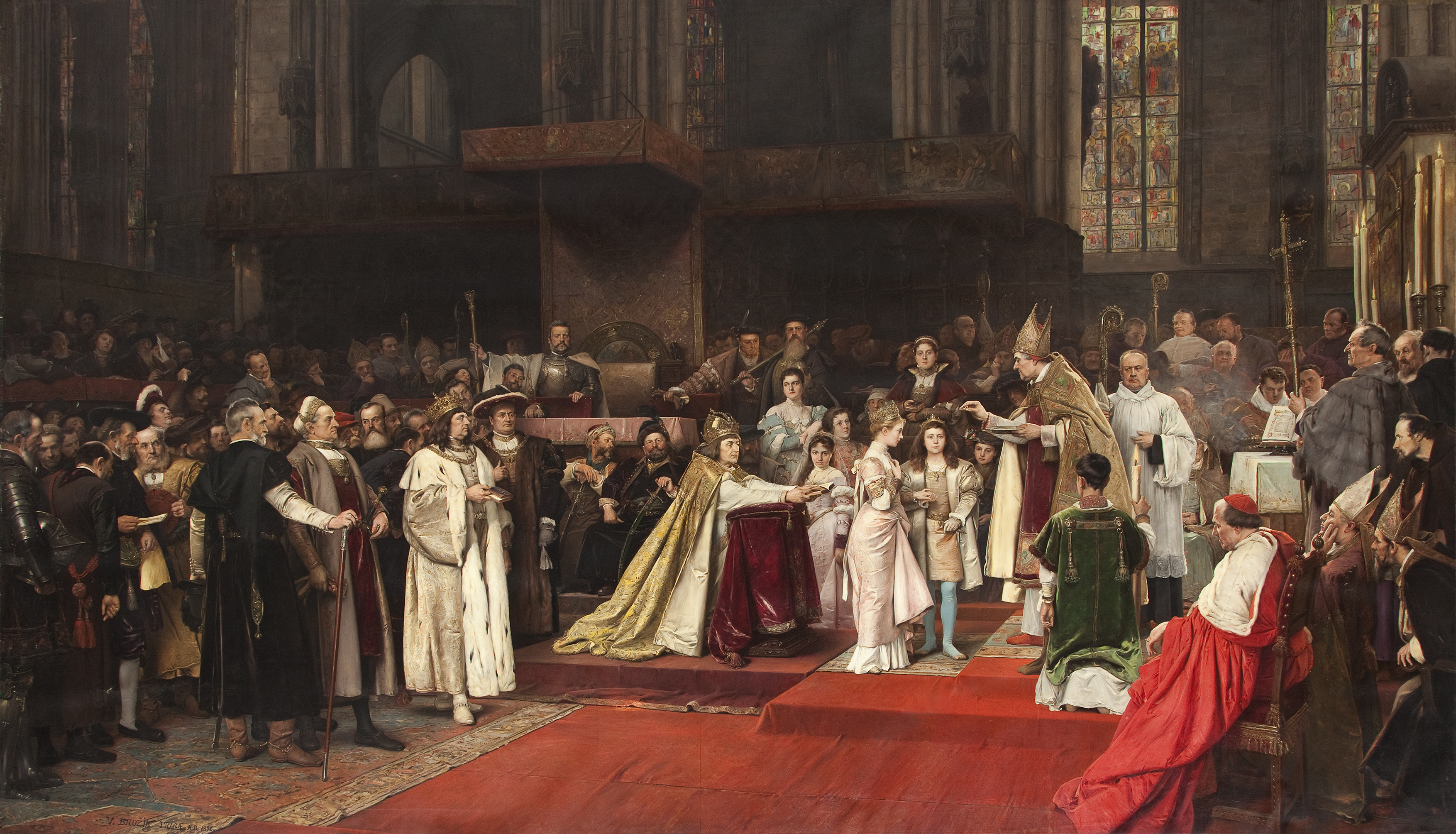
Václav Brožík: Tu felix Austria nube, 1896, Belvedere, Wien - Doppelhochzeit von Kaiser Maximilian I. (kniend) mit Anna von Ungarn (mit Brautschleier) sowie Maria von Habsburg mit Ludwig II. von Ungarn

Sie wurde als fünftes Kind Philipps des Schönen und der Johanna von Kastilien geboren. Gemeinsam mit ihren Geschwistern Karl, dem späteren Kaiser Karl V. (als Karl I. König von Spanien), Eleonore und Isabella (spätere Gemahlin Christians II. von Dänemark) wurde sie nach dem Tode ihres Vaters Philipp in Mechelen von ihrer Tante Margarethe von Österreich erzogen, während ihr um zwei Jahre älterer Bruder, der spätere Kaiser Ferdinand I., in Spanien erzogen wurde.
Ihr Großvater, der römisch-deutsche König und spätere Kaiser Maximilian I. aus dem Hause Habsburg, trat mit König Vladislav II. von Böhmen und Ungarn wegen Heiratsplänen in Verbindung. Am 20. März 1506 wurde beschlossen, dass Marias Bruder, der spätere Kaiser Ferdinand I., Vladislavs Tochter Anna heiraten werde. Maria wurde im Gegenzug mit dem noch ungeborenen Kind Vladislavs verlobt, sollte dessen schwangere Frau einen Sohn zur Welt bringen. Tatsächlich wurde am 1. Juli 1506 Marias zukünftiger Ehemann Ludwig Jagiello geboren.
Am 22. Juli 1515 fand im Stephansdom die denkwürdige Eheschließung (bzw. Verlobung) statt, bekannt unter dem Begriff Wiener Doppelhochzeit. Maria und Anna blieben zunächst in Wien.

### Königin von Ungarn

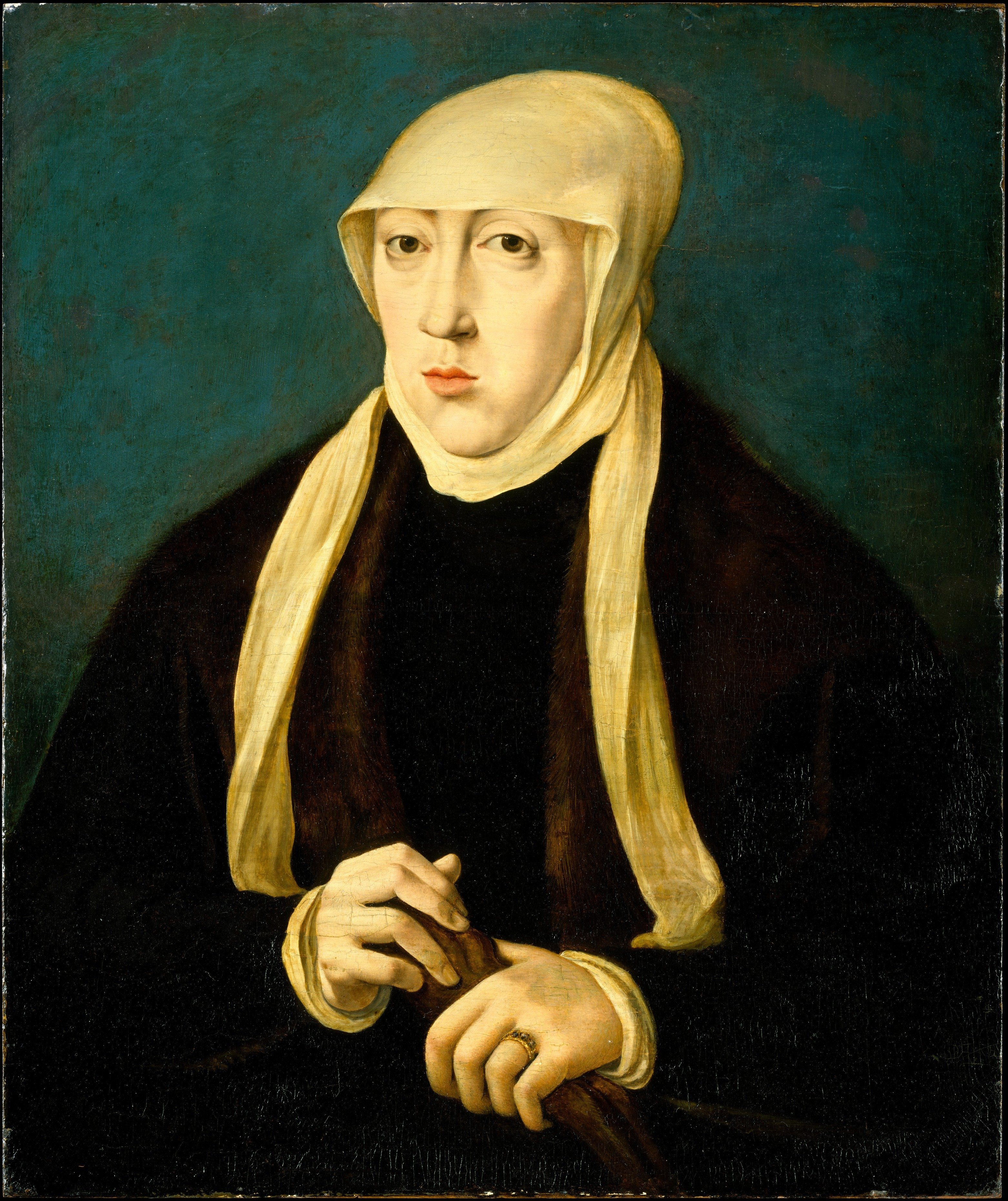
Maria von Ungarn (Ölgemälde von Jan Cornelisz Vermeyen)

1516 starb Marias Schwiegervater Vladislav II.; ihr damals zehnjähriger Ehemann Ludwig wurde als Ludwig II. König von Böhmen und Ungarn. 1517 zogen die jungen Prinzessinnen Maria und Anna nach Innsbruck, wo sie gemeinsam weitere Bildung erhielten. Maria entdeckte dort ihre Leidenschaft für die Jagd und die Musik. 1521 übersiedelte die sechzehnjährige Maria nach Preßburg zu ihrem erst fünfzehnjährigen Ehemann, für den sie schon bald heftige Zuneigung empfand.
Königin Maria erhielt bereits als Kind eine hervorragende philosophische und religiöse Ausbildung. Unter dem Einfluss des Markgrafen Georg von Brandenburg, der ab 1506 am Hofe von König Ladislaus II. Jagiello [ung. Ulászló] in Ofen Erzieher und späterer Mitvormund seines Sohnes Ludwig II. war, kam Maria vermutlich mit dem Luthertum sowie Vertretern der Reformation in Berührung, die sie bereits damals protegierte.
Maria wird als eine nicht sehr attraktive Erscheinung beschrieben; sie hatte von den Habsburgern deren Kinn und Unterlippe geerbt und trat wie „ein Mannweib“ auf. Ihr wurden indessen eine hervorragende Redegabe, politische Begabung, Klugheit und Fleiß nachgesagt. Am 11. Dezember 1521 wurde sie von Ludwig zur Königin von Ungarn und am 1. Juni 1522 zur Königin von Böhmen gekrönt.

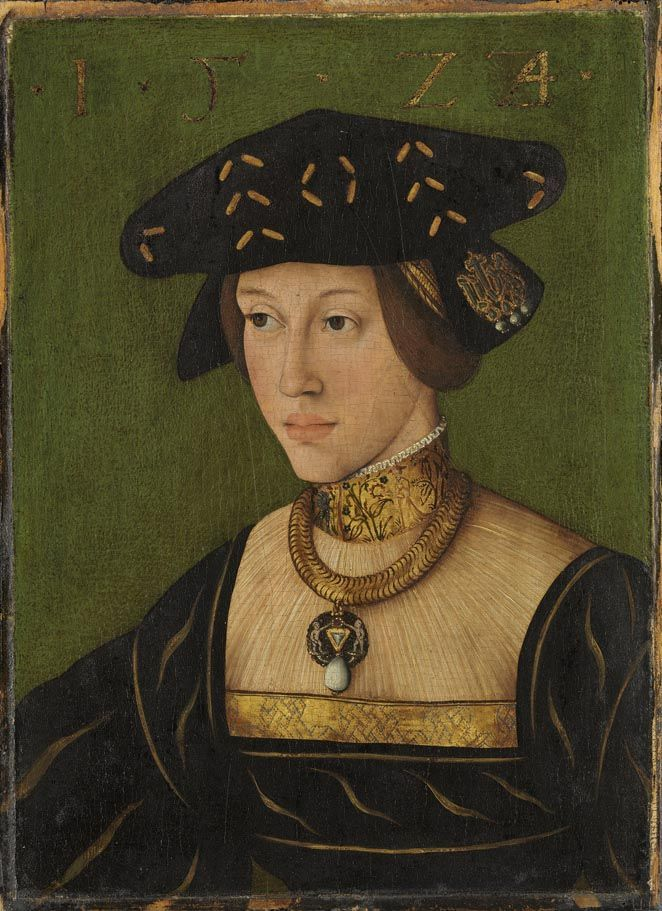
Maria Königin von Ungarn, 1524 im Alter von 19 Jahren, Hans Krell
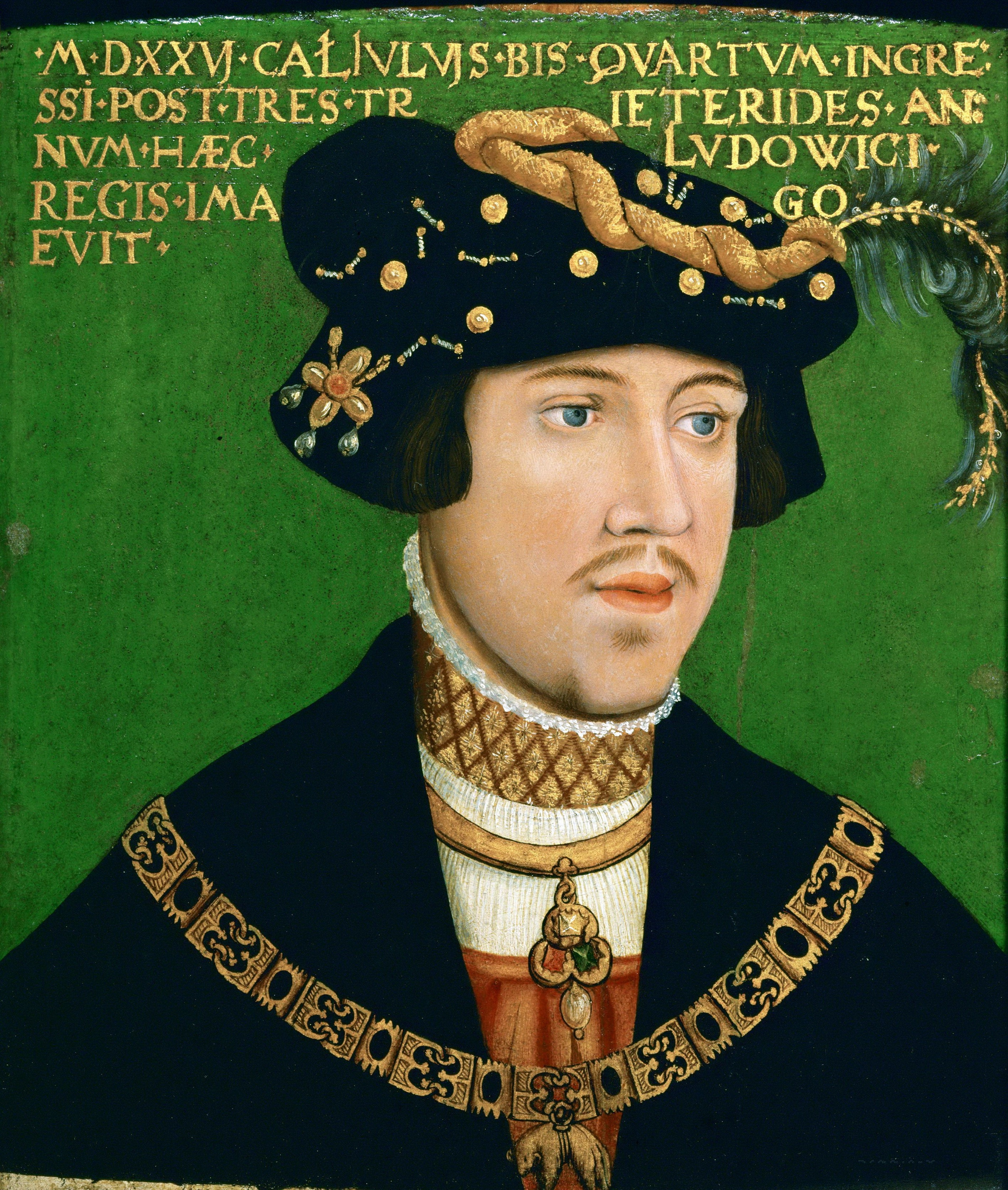
Ludwig Jagiello um 1522, Hans Krell
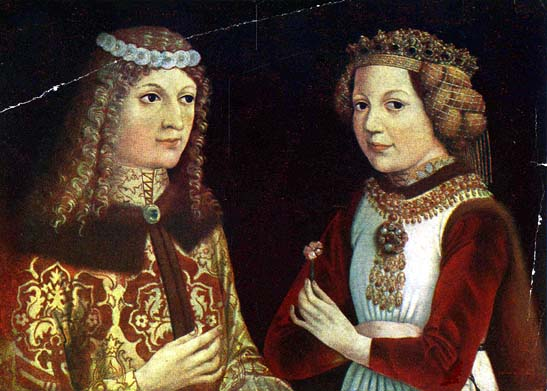
Ludwig und Maria

Unter den gegebenen Verhältnissen war ein politisches Ausgreifen des noch sehr jungen Königs überhaupt nicht denkbar. Die Regierungsgeschäfte im Königreich Ungarn wurden von einem Regentschaftsrat unter der Leitung des Reichsverwesers Johann Zápolya geführt. Politisch beherrschten die ungarischen Magnaten das Reich. Diese hatten sich in eine nationalistische und eine pro-habsburgische Partei gespalten. Erst im Laufe der Zeit konnte Ludwig sich einigermaßen profilieren. Er verließ sich in seinen Entscheidungen größtenteils auf Maria, die ihn zwar unterstützte, ihn aber gewiss auch mit politischen Vorstellungen, nicht aber mit den politischen Plänen der Habsburger vertraut machte. 1526 spitzte sich die Lage zu. Innenpolitisch drohte ein Umsturz. Obwohl Ludwig seitens seiner beiden Schwager Karl V. und Ferdinand I. Hilfe gegen die Türken zugesichert worden war, hatten diese den zwanzigjährigen König im Stich gelassen. Als es am 29. August 1526 bei Mohács im Süden Ungarns zur Schlacht gegen die eindringenden Türken unter Süleyman I. dem Prächtigen kam, ging diese katastrophal verloren. Fast die gesamte politische und kirchliche Führung Ungarns kam während der Schlacht ums Leben. Ludwig konnte sich zwar zunächst vom Schlachtfeld retten, starb aber während seiner Flucht.
Aus den von den Türken besetzten Gebieten setzte ein Flüchtlingsstrom in Richtung des hervorragend befestigten Preßburgs ein. Bereits am 3. September 1526 kam die Königin-Witwe gemeinsam mit dem Palatinus Ungarns, Stephan Báthory, sowie Thomas Nádasdy dort an. Ihnen folgte der Fürsterzbischof von Gran und ein Teil des überlebenden ungarischen Adels und Hochadels.
Dass Maria die Reformation mit einem gewissen „positiven Interesse“ verfolgte, wurde sogar im fernen Wittenberg von D. Martin Luther wahrgenommen. Nach der  dramatischen Niederlage des christlichen ungarischen Heeres bei Mohács und dem Tod ihres Ehemannes sandte der Reformator der Witwe ein Büchlein mit vier von ihm übersetzten Trostpsalmen, denen ein sehr persönlich gehaltenes Begleitschreiben beigefügt war. Als Reaktion auf dieses Geschenk Luthers entwickelte sich eine ziemlich unliebsame Korrespondenz zwischen ihrem Bruder, Ferdinand I., und ihr. Maria musste sich immer wieder rechtfertigen und beteuern, im katholischen Glauben zu verbleiben. Letztlich war es nur ihre Treue zum Haus Österreich, die sie davon abhielt, zum lutherischen Glauben zu konvertieren. Jedenfalls ist sie ihrem Ferdinand I. geleisteten Versprechen nachgekommen, den Lehren des „alten“ Glaubens bis zu ihrem Tode die Treue zu halten. Auch hat sie nie öffentlich die Reformation gefördert oder unterstützt.
Nachdem das Land mit Ludwigs Tod führungslos geworden war, wurde Zápolya von einer Ständeversammlung in Tokaj am 14. Oktober zum neuen Herrscher in Ungarn bestimmt. Nachdem diese Wahl bei einer weiteren Ständeversammlung in Székesfehérvár, der Krönungsstadt der ungarischen Könige, am 10. November bestätigt worden war, wurde Zápolya tags darauf zum König von Ungarn gekrönt. Es gelang ihm jedoch nicht, tatsächlich die Herrschaft über ganz Ungarn auszuüben: Während er Siebenbürgen im Namen des türkischen Sultans verwaltete, konnten die Habsburger, die ebenfalls als legitime Erben galten, sich in den westlichen Grenzgebieten und in Oberungarn, der heutigen östlichen Slowakei und Umgebung, behaupten; Ferdinand I., Schwager von Ludwig II. und späterer Kaiser, wurde bei einer weiteren Ständeversammlung am 17. Dezember 1526 vom westungarischen Adel in der Franziskanerkirche zu Preßburg ebenfalls zum König von Ungarn gewählt. Sein Herrschaftsgebiet umfasste das sogenannte Königliche Ungarn mit der Hauptstadt Pressburg. Die Königin-Witwe Maria wurde in derselben Zeit zur Statthalterin in diesem Teil Ungarns ernannt. Nachdem die Türken 1541 Ofen gegenüber von Pest eingenommen hatten und somit den fruchtbarsten Teil Ungarns, die Große Tiefebene, beherrschten, war das Land praktisch dreigeteilt.

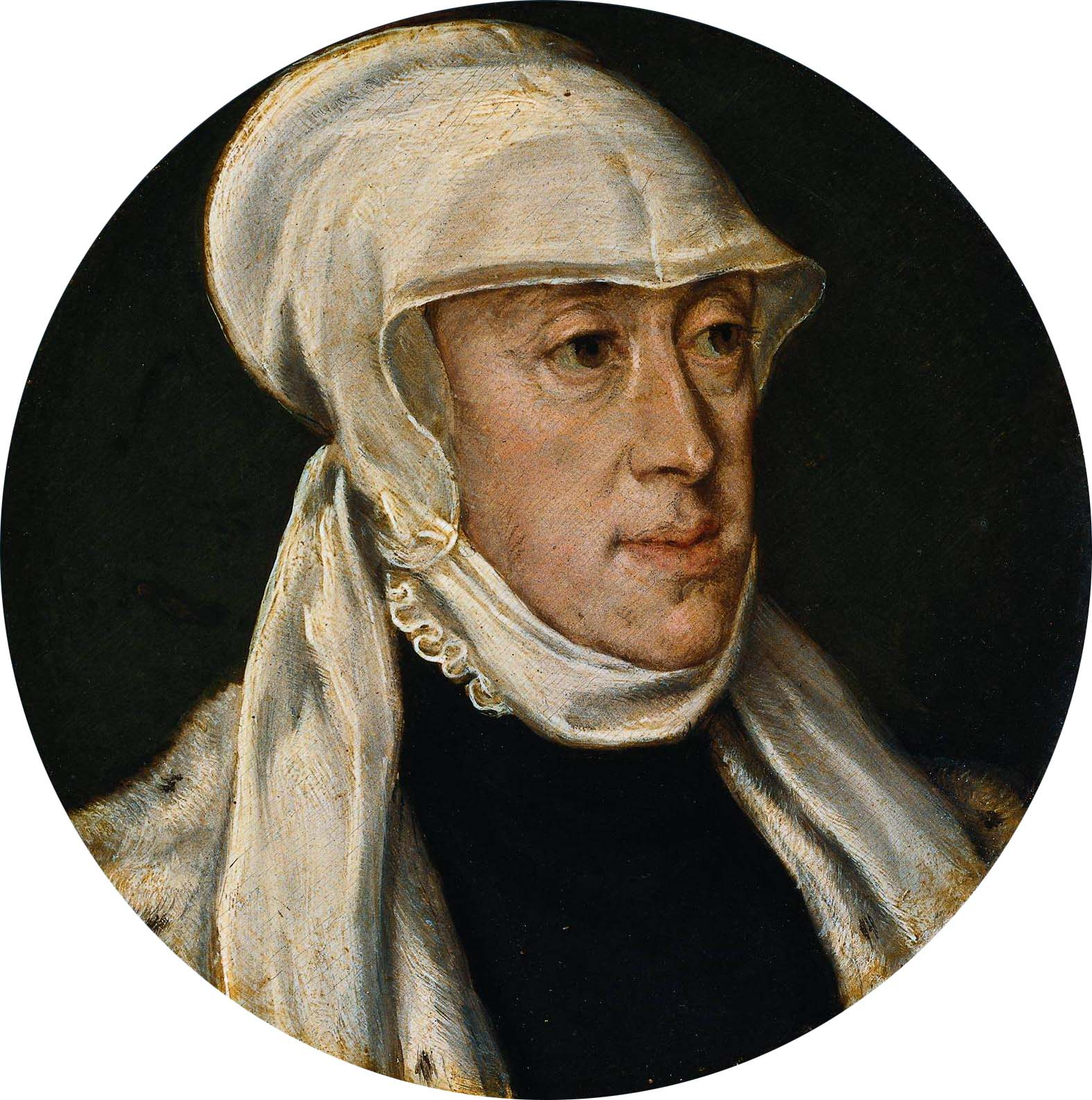
Maria von Ungarn als Statthalterin der Niederlande

Mit türkischer Hilfe konnte Zápolya sich gegen seinen habsburgischen Widersacher behaupten. Im Frieden von Großwardein (ungarisch Nagyvárad, rumänisch Oradea) erkannte Ferdinand Zápolya als König von Ungarn an, sicherte sich aber das Recht auf die Nachfolge im Falle von dessen Tod. Zápolya brach jedoch diese Vereinbarung, indem er seinem Sohn Johann Sigismund das Königreich vermachte. Seinen Erben blieb am Schluss jedoch nur noch das Fürstentum Siebenbürgen, das unter der Oberhoheit des Osmanischen Reiches Bestand hatte.

### Statthalterin der Niederlande

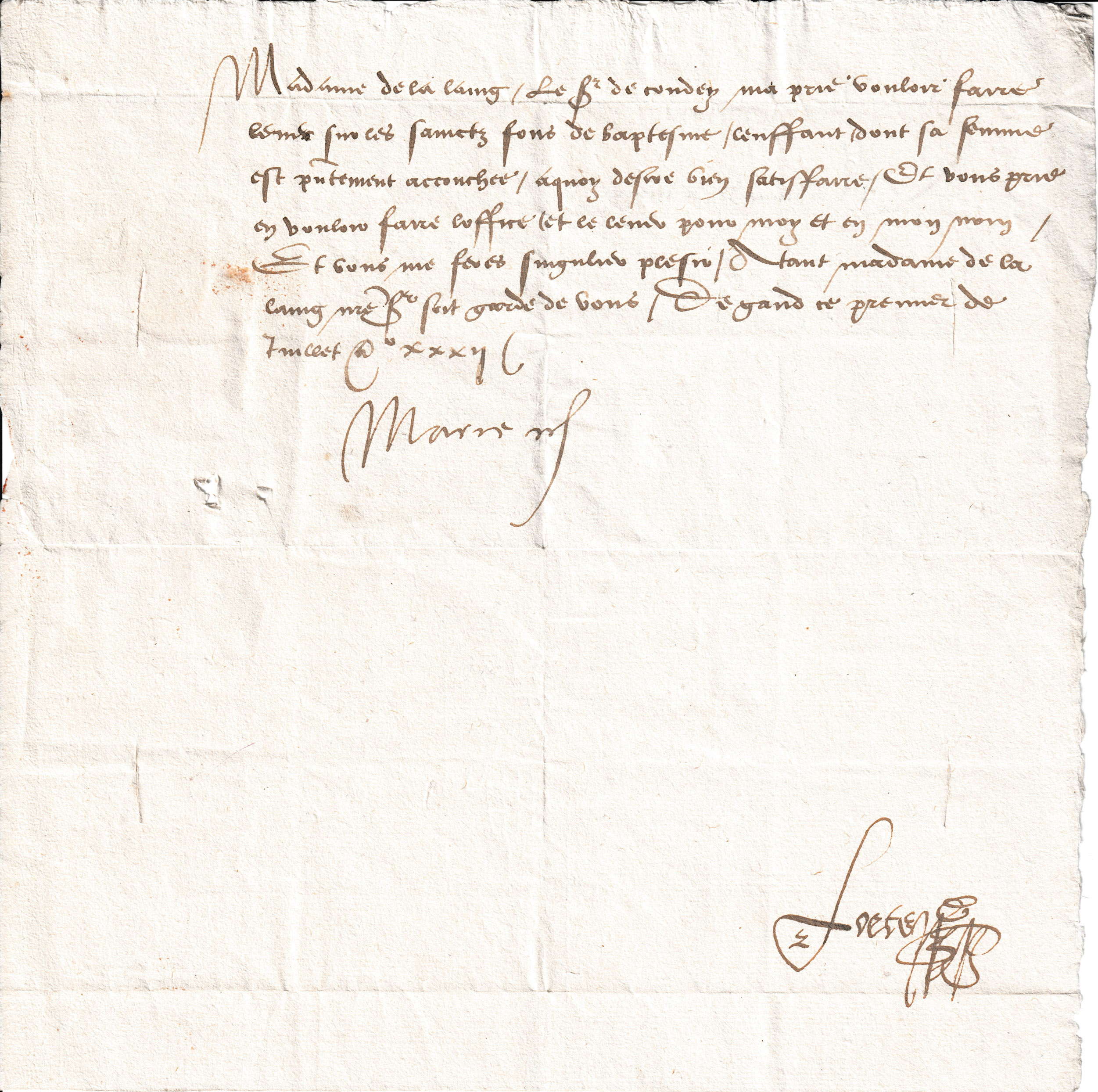
Maria von Ungarn an Marguerite de Lalaing, Gent, 1. Juli 1532, betreffend ihre Stellvertretung bei einer Taufe, bei der die Statthalterin die Patenschaft zugesagt hatte

Pläne ihres Bruders Ferdinand I., sie mit Jakob V. von Schottland oder Pfalzgraf Friedrich zu verheiraten, lehnte Maria ab und übernahm nach Bitten ihres Bruders Karl V. am 3. Januar 1531 das Amt der Statthalterin in den Niederlanden. An politischem Weitblick und Intelligenz stand sie ihrem Bruder nicht nach. „Jedenfalls hatte Karl mit der Wahl der Schwester den besten Griff getan. Ihre überragenden Begabungen auf dem Gebiete der Politik, der Finanzen und der Kriegsführung setzte sie voll für ihn ein, vergaß dabei aber nie, für die von ihr regierten Länder einzutreten.“
Sie schaffte es, die 17 damaligen niederländischen Provinzen zu einem zentral regierten unabhängigen Staatswesen zusammenzufassen, ohne die Interessen des Hauses Habsburg zu verletzen. Erfolgreich organisierte sie eine wirksame Landesverteidigung, vor allem gegen französische Truppen. Sie errichtete die Forts Mariembourg, Charlemont und Philippeville.
1542 schlug sie den französischen König, ihren Schwager Franz I., der mit ihrer Schwester Eleonore verheiratet war, in der Schlacht bei Luxemburg, weil dieser mit der Aktion einer Frau nicht rechnete. Mehrfach vermittelte sie als Karls Vertraute zwischen ihm und seinem Bruder Ferdinand, zuletzt in der Frage der Nachfolge als Kaiser.
Wirtschaftlich und kulturell erlebten die Niederlande unter ihrer Regierung eine Blütezeit. In Antwerpen wurden 50 % des Welthandels nach Europa  umgeschlagen, dort befand sich auch die größte Börse Europas. Maria förderte Handwerk und Kunst, u. a. ließ sie eine Gemäldegalerie an ihren Brüsseler Palast in Coudenberg anbauen und holte den italienischen Maler Tizian an ihren Hof.
Als Karl 1556 abdankte, tat sie es ihm nach und zog sich mit ihm und ihrer Lieblingsschwester Eleonore nach Cigales in der sparischen Provinz Valladolid zurück. Dass sie gleichzeitig mit Karls Abdankung ihre niederländische Statthalterschaft beendete und mit ihrem Bruder nach Spanien ging, ist bezeichnend für ihre gegenseitige Sympathie.
Am 17. Oktober 1558 starb sie dort kurz nach ihren Geschwistern. Sie wurde in Kapelle 9 des Pantheon der Infanten im Real Sitio de San Lorenzo de El Escorial begraben.

## Vorfahren

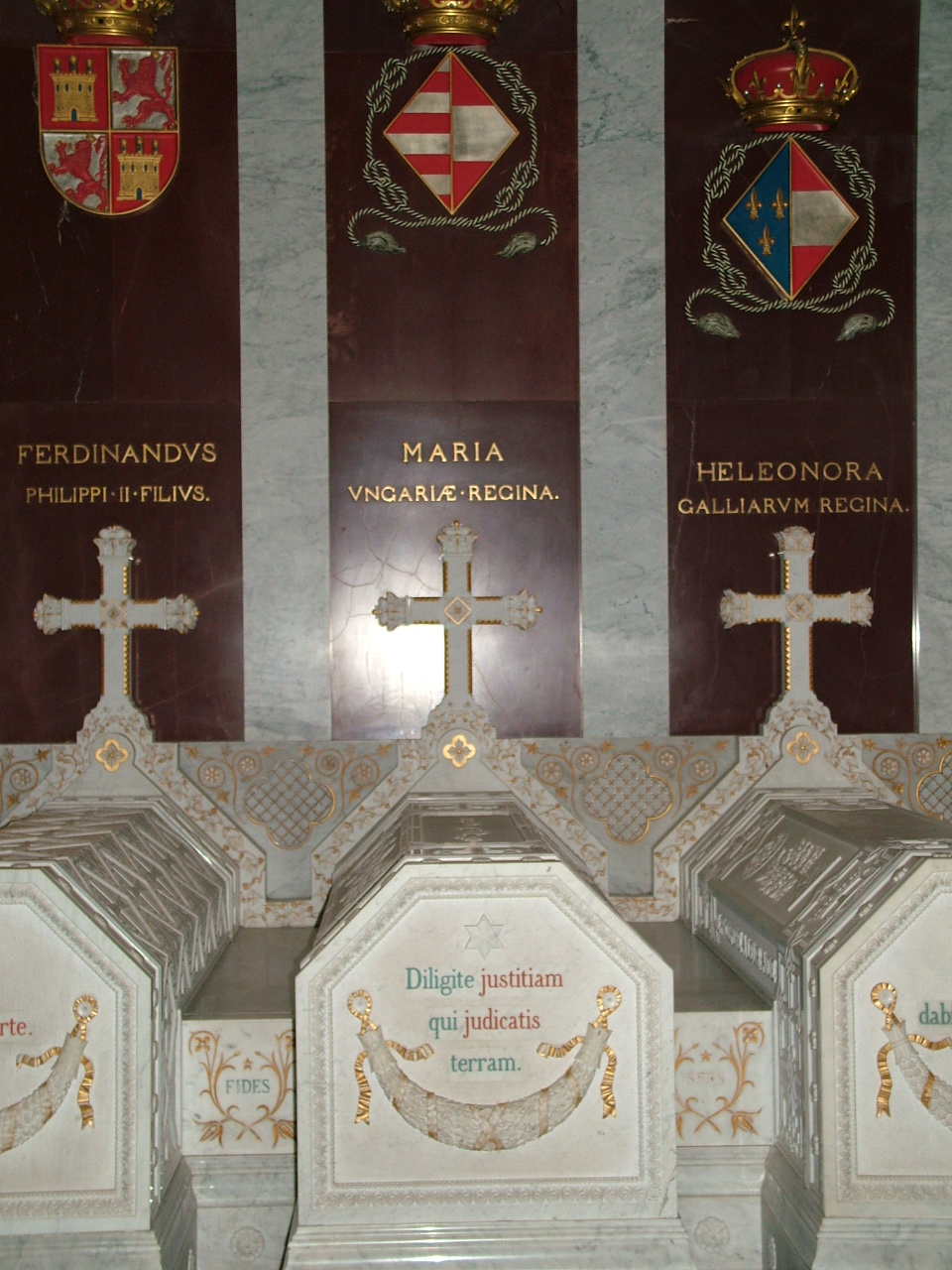
Erst im Altersruhestand zog Maria von Ungarn nach Kastilien, hier ihre Grabstätte im Escorial:
MARIA - VNGARIAE REGINA

|  |                                          |  |  |  |  |  |  |  |  |  |  |  |  |
|  | Friedrich III. (HRR) (1415–1493)         |  |  |  |  |  |  |  |  |  |  |  |  |
|  |                                          |  |  |  |  |  |  |  |  |  |  |  |  |
|  |                                          |  |  |  |  |  |  |  |  |  |  |  |  |
|  | Maximilian I. (HRR) (1459–1519)          |  |  |  |  |  |  |  |  |  |  |  |  |
|  |                                          |  |  |  |  |  |  |  |  |  |  |  |  |
|  |                                          |  |  |  |  |  |  |  |  |  |  |  |  |
|  | Eleonore Helena von Portugal (1436–1467) |  |  |  |  |  |  |  |  |  |  |  |  |
|  |                                          |  |  |  |  |  |  |  |  |  |  |  |  |
|  |                                          |  |  |  |  |  |  |  |  |  |  |  |  |
|  | Philipp I. (Kastilien) (1478–1506)       |  |  |  |  |  |  |  |  |  |  |  |  |
|  |                                          |  |  |  |  |  |  |  |  |  |  |  |  |
|  |                                          |  |  |  |  |  |  |  |  |  |  |  |  |
|  | Karl der Kühne (1433–1477)               |  |  |  |  |  |  |  |  |  |  |  |  |
|  |                                          |  |  |  |  |  |  |  |  |  |  |  |  |
|  |                                          |  |  |  |  |  |  |  |  |  |  |  |  |
|  | Maria von Burgund (1457–1482)            |  |  |  |  |  |  |  |  |  |  |  |  |
|  |                                          |  |  |  |  |  |  |  |  |  |  |  |  |
|  |                                          |  |  |  |  |  |  |  |  |  |  |  |  |
|  | Isabelle de Bourbon (1437–1465)          |  |  |  |  |  |  |  |  |  |  |  |  |
|  |                                          |  |  |  |  |  |  |  |  |  |  |  |  |
|  |                                          |  |  |  |  |  |  |  |  |  |  |  |  |
|  | Maria von Ungarn (1505–1558)             |  |  |  |  |  |  |  |  |  |  |  |  |
|  |                                          |  |  |  |  |  |  |  |  |  |  |  |  |
|  |                                          |  |  |  |  |  |  |  |  |  |  |  |  |
|  | Johann II. (Aragón) (1397–1479)          |  |  |  |  |  |  |  |  |  |  |  |  |
|  |                                          |  |  |  |  |  |  |  |  |  |  |  |  |
|  |                                          |  |  |  |  |  |  |  |  |  |  |  |  |
|  | Ferdinand II. (Aragón) (1452–1516)       |  |  |  |  |  |  |  |  |  |  |  |  |
|  |                                          |  |  |  |  |  |  |  |  |  |  |  |  |
|  |                                          |  |  |  |  |  |  |  |  |  |  |  |  |
|  | Juana Enríquez (1425–1468)               |  |  |  |  |  |  |  |  |  |  |  |  |
|  |                                          |  |  |  |  |  |  |  |  |  |  |  |  |
|  |                                          |  |  |  |  |  |  |  |  |  |  |  |  |
|  | Johanna von Kastilien (1479–1555)        |  |  |  |  |  |  |  |  |  |  |  |  |
|  |                                          |  |  |  |  |  |  |  |  |  |  |  |  |
|  |                                          |  |  |  |  |  |  |  |  |  |  |  |  |
|  | Johann II. (Kastilien) (1405–1454)       |  |  |  |  |  |  |  |  |  |  |  |  |
|  |                                          |  |  |  |  |  |  |  |  |  |  |  |  |
|  |                                          |  |  |  |  |  |  |  |  |  |  |  |  |
|  | Isabella I. (Kastilien) (1451–1504)      |  |  |  |  |  |  |  |  |  |  |  |  |
|  |                                          |  |  |  |  |  |  |  |  |  |  |  |  |
|  |                                          |  |  |  |  |  |  |  |  |  |  |  |  |
|  | Isabella von Portugal (1428–1496)        |  |  |  |  |  |  |  |  |  |  |  |  |
|  |                                          |  |  |  |  |  |  |  |  |  |  |  |  |
|  |                                          |  |  |  |  |  |  |  |  |  |  |  |  |